# Austria en los Juegos Olímpicos de Sochi 2014
Austria estuvo representada en los Juegos Olímpicos de Sochi 2014 por un total de 130 deportistas que compitieron en 14 deportes. Responsable del equipo olímpico fue el Comité Olímpico Austríaco, así como las federaciones deportivas nacionales de cada deporte con participación.
El portador de la bandera en la ceremonia de apertura fue el esquiador de combinada nórdica Mario Stecher.

## Medallistas
El equipo olímpico austríaco obtuvo las siguientes medallas:
| Nombre                                                                   | Deporte           | Competición                    |
| ------------------------------------------------------------------------ | ----------------- | ------------------------------ |
| Oro                                                                      |                   |                                |
| Matthias Mayer                                                           | Esquí alpino      | Descenso M                     |
| Mario Matt                                                               | Esquí alpino      | Eslalon M                      |
| Anna Fenninger                                                           | Esquí alpino      | Supergigante F                 |
| Julia Dujmovits                                                          | Snowboard         | Eslalon paralelo F             |
| Plata                                                                    |                   |                                |
| Dominik Landertinger                                                     | Biatlón           | 10 km M                        |
| Christoph Sumann Daniel Mesotitsch Simon Eder Dominik Landertinger       | Biatlón           | 4 × 7,5 km M                   |
| Marcel Hirscher                                                          | Esquí alpino      | Eslalon M                      |
| Anna Fenninger                                                           | Esquí alpino      | Eslalon gigante F              |
| Marlies Schild                                                           | Esquí alpino      | Eslalon F                      |
| Nicole Hosp                                                              | Esquí alpino      | Supercombinada F               |
| Andreas Linger Wolfgang Linger                                           | Luge              | Doble M                        |
| Daniela Iraschko-Stolz                                                   | Saltos en esquí   | Trampolín normal F             |
| Michael Hayböck Thomas Morgenstern Thomas Diethart Gregor Schlierenzauer | Saltos en esquí   | Trampolín normal por equipos M |
| Bronce                                                                   |                   |                                |
| Lukas Klapfer Christoph Bieler Bernhard Gruber Mario Stecher             | Combinada nórdica | Trampolín grande + 4 × 5 km M  |
| Nicole Hosp                                                              | Esquí alpino      | Supergigante F                 |
| Kathrin Zettel                                                           | Esquí alpino      | Eslalon F                      |
| Benjamin Karl                                                            | Snowboard         | Eslalon paralelo M             |